# Змея (бриг)
«Змея» — бриг Каспийской флотилии Российской империи, третий из четырёх бригов типа «Волга». Находился в составе флота с 1808 по 1817 год, принимал участие в русско-персидской войне 1804—1813 годов, использовался в качестве крейсерского и брандвахтенного судна, а также для оказания поддержки операциям сухопутных войск.

## Описание судна
Парусный бриг с деревянным корпусом, один из четырёх бригов типа «Волга», строившихся в Казани с 1805 по 1808 год. Длина брига по сведениям из различных источников составляла 22,86—22,9 метра, ширина — 6,55—6,6 метра, а осадка от 2,74 до 3 метров. Вооружение судна состояло из восьми орудий 24-фунтовых карронад.

## История службы
Бриг «Змея» был заложен 17 (29) августа 1807 года на стапеле Казанского адмиралтейства и после спуска на воду 21 мая (2 июня) 1808 года вошёл в состав Каспийской флотилии России. Строительство вёл кораблестроитель Е. И. Кошкин.
В кампанию 1808 года совершил переход от Казани до Астрахани. Принимал участие в русско-персидской войне 1804—1813 годов, в кампании с 1809 по 1813 год выходил в крейсерские плаванья к берегам Восточного Закавказья и оказывал поддержку сухопутным войскам. В том числе в декабре 1812 года совместно с люгером «Щёголь» принимал участие в сражении с персидскими войсками, которые шли на помощь гарнизону осаждённой эскадрой капитана 1-го ранга Е. В. Веселаго Ленкорани, после чего 1 (13) января 1813 года оба судна присоединились к бомбардировке крепости при её штурме.
После войны с 1814 по 1816 год нёс брандвахтенную службу у острова Четырёхбугорный.
По окончании службы в 1817 году бриг «Змея» был разобран в Астрахани.

## Командиры брига
Командирами брига «Змея» в составе Российского императорского флота в разное время служили:
- Е. И. Абрамов (1808 год);
- Н. Н. Титов (1810 год);
- В. И. Александрович (1811—1812 годы);
- А. Е. фон Кригер (1814—1816 годы).

### Комментарии
1. ↑  Всего в рамках серии было построено 4 брига: «Волга», «Радуга», «Змея» и «Ящерица»[1].
2. ↑  75 футов[2].
3. ↑  21 фут 6 дюймов[2].
4. ↑  9 футов[2].